# All-American Girls Professional Baseball League

All-American Girls Professional Baseball League

Die All-American Girls Professional Baseball League war eine professionelle Baseball-Liga der Frauen in den Vereinigten Staaten, die von 1943 bis 1954 bestand.
Der Film Eine Klasse für sich behandelt das Thema der Frauen im Baseball.

## Teams
- Kenosha Comets (1943–1951)
- Racine Belles (1943–1950) / Battle Creek Belles (1951–1952) / Muskegon Belles (1953)
- Rockford Peaches (1943–1954)
- South Bend Blue Sox (1943–1954)
- Milwaukee Chicks (1944) / Grand Rapids Chicks (1945–1954)
- Minneapolis Millerettes (1944)
- Fort Wayne Daisies (1945–1954)
- Muskegon Lassies (1946–1949) / Kalamazoo Lassies (1950–1954)
- Peoria Redwings (1946–1951)
- Chicago Colleens (1948)
- Springfield Sallies (1948)

## League Champions
- 1943 Racine Belles
- 1944 Milwaukee Chicks
- 1945 Rockford Peaches
- 1946 Racine Belles
- 1947 Grand Rapids Chicks
- 1948 Rockford Peaches
- 1949 Rockford Peaches
- 1950 Rockford Peaches
- 1951 South Bend Blue Sox
- 1952 South Bend Blue Sox
- 1953 Grand Rapids Chicks
- 1954 Kalamazoo Lassies